# Hornaryds församling
Hornaryds församling var en församling i Vidinge kontrakt i Växjö stift, i Växjö kommun. Församlingen uppgick 2006 i Drev-Hornaryds församling.
Församlingskyrka var Drev-Hornaryds kyrka.

## Administrativ historik
Församlingen har medeltida ursprung.
Församlingen var annexförsamling i pastoratet Sjösås, Drev och Hornaryd som 1962 utökades med Dädesjö församling. Församlingen uppgick 2006 i Drev-Hornaryds församling som därefter 2010 uppgick i Sjösås församling.
Församlingskod var 078004.

## Komministrar
Lista över komministrar i Drevs och Hornaryds församlingar.
| Ämbetstid | Namn                               | Levnadstid | Övrigt                                       |
| --------- | ---------------------------------- | ---------- | -------------------------------------------- |
| 1571–1583 | Johannes Gudmundi                  |            | Senare kyrkoherde i Dädesjö församling.      |
| 1615–1627 | Bengt                              |            |                                              |
| 1633–1666 | Bernhardus Petri                   |            |                                              |
| 1673–1675 | Petrus Hemmingius                  |            | Senare kyrkoherde i Dädesjö församling.      |
| 1676–1703 | Sveno Magni Lindevallius           |            |                                              |
| 1703–1723 | Johan Ekholm                       | 1663–1723  |                                              |
| 1723–1731 | Erik Erenius                       |            | Senare kyrkoherde i Sjösås församling.       |
| 1731–1752 | Andreas Thelin                     | 1699–1752  |                                              |
| 1752–1780 | Johan Lindstedt                    | 1710–1780  |                                              |
| 1780–1783 | Peter Johan Wickelgren             |            | Senare kyrkoherde i Sjösås församling.       |
| 1783–1821 | Pehr Berglund                      | 1751–1821  |                                              |
| 1822–1828 | Sven Jonas Rooth                   |            | Senare komminister i Algutsboda församling.  |
| 1829–1840 | Carl Gottschale Norlin             |            | Senare komminister i Älmeboda församling.    |
| 1840–1852 | Johannes Bolin                     | 1797–1852  |                                              |
| 1852–1867 | Johan Peter Törnblad               |            | Senare kyrkoherde i Sandseryds församling.   |
| 1868–1875 | Gustaf Wilhelm Ekedahl             |            | Senare kyrkoherde i Södra Ljunga församling. |
| 1876–1888 | Carl Alfred Ljungqvist             |            | Senare kyrkoherde i Älghults församling.     |
| 1889–1907 | Nils Magnus Nilsson                |            | Senare kyrkoherde i Vislanda församling.     |
| 1908–1915 | Efraim Nathanael Jonathan Lindstam |            | Senare kyrkoherde i Sjösås församling.       |
| 1915–1920 | Johannes Lundqvist                 |            | Senare kyrkoherde i Karlstorps församling.   |
| 1920–1926 | Sven August Stenvall               |            | Senare kyrkoherde i Nottebäcks församling.   |
| 1926–     | Per Allan Thomasson                |            |                                              |